# Gibraltar Phoenix FC
Gibraltar Phoenix FC war ein Amateur-Fußballverein aus Gibraltar. Er spielt seit der Saison 2017/18 in der Gibraltar Eurobet Division, der höchsten Spielklasse Gibraltars. 

## Geschichte
In der Spielzeit 2012/13 erreichte der Gibraltar Phoenix FC in der Gibraltar Division 2 den 2. Platz und spielte in der Saison 2013/14 in der höchsten Spielklasse, der Gibraltar Eurobet Division. Dort verlor man jedes der 14 Saisonspiele, wurde Achter und damit Letztplatzierter und stieg dadurch wieder in die Zweitklassigkeit ab. In der Saison 2016/17 gelang der Wiederaufstieg in die erste Liga Gibraltars.